# George Panamthundil
George George Panamthundil (ur. 20 maja 1972 w Thiruvananthapuram) – indyjski duchowny katolicki obrządku syromalankarskiego, arcybiskup, nuncjusz apostolski w Kazachstanie.

## Życiorys
18 lutego 1998 otrzymał święcenia kapłańskie i został inkardynowany do archieparchii Trivandrum. W 2002 rozpoczął przygotowanie do służby dyplomatycznej na Papieskiej Akademii Kościelnej. W 2005 rozpoczął pracę w nuncjaturze apostolskiej w Kostaryce. Następnie był sekretarzem nuncjatury w Gwinei i Mali (2009–2012) i Iraku (2012–2016). Następnie był radcą nuncjatur w Austrii (2016–2020) i w Izraelu (2020–2023). 

### Episkopat
16 czerwca 2023 papież Franciszek mianował go nuncjuszem apostolskim w Kazachstanie oraz arcybiskupem tytularnym Floriany. 15 lipca akredytowany również w Kirgistanie i Tadżykistanie. Sakry udzielił mu 9 września 2023 Sekretarz Stanu kardynał Pietro Parolin.